# کریستوف کالفین
کریستوف کالفین (به انگلیسی: Christophe Kalfayan) (زادهٔ ۲۶ مهٔ ۱۹۶۹) شناگر اهل فرانسه بود.